# Rome (Wisconsin)
Rome é uma Região censo-designada localizada no estado norte-americano de Wisconsin, no Condado de Jefferson. A cidade é citada no livro "A Revolta de Atlas", volume 1, página 307.

## Demografia
Segundo o censo norte-americano de 2000, a sua população era de 574 habitantes.

## Geografia
De acordo com o United States Census Bureau tem uma área de
10,7 km², dos quais 10,2 km² cobertos por terra e 0,5 km² cobertos por água. Rome localiza-se a aproximadamente 259 m acima do nível do mar.

## Localidades na vizinhança
O diagrama seguinte representa as localidades num raio de 16 km ao redor de Rome.